# Моровић
Моровић је насеље у општини Шид, у Сремском округу, у Србији. Према попису из 2022. било је 1.301 становника.

## Историја

### Најранија историја
Насеље се убраја међу најстарија у Срему. Бројни археолошки налази у ближој околини документују трагове живота још у најдубљој праисторији. Откриће римског гробља код Моровића, а нарочито велика налазишта сребрног новца из 3. века наше ере, јасно упућују на закључак да се ту налазило развијено римско насеље.

### Средњи век
Порекло имена Моровић у науци још није разјашњено. У првобитном облику Моровић се јавља као Марот, а у средњем веку се чак и једна племићка породица назива De Marot.
У историографији се налазе трагови да је Стеван Моровић са нешто војске и 32 фамилије дошао преко Босне. Ратнички расположен према Турцима, стиче симпатије ондашње Угарске. С краја 13. века постоји сачувана једна дародавница у којој се помиње Стеван Моровић, чији је један син добио на поклон нека имања у Вуковској жупанији, а касније и покровитељство над бенедиктинским манастиром у Манђелосу, а други је полагао заклетву у Моровићу поводом једног судског спора. Тадашњу тврђаву обновио је или саградио бан Јован Моровић 1332. године. У 14. веку породица Моровић имала је готово неограничену власт и стекла огромно богатство. Припадала је најугледнијој властели у некадашњој Вуковској и Сремској жупанији, а центар њене моћи у западном Срему представљао је град Моровић.
У борби против Турака нарочито се истакао феудалац Иван Моровић — бан Вуковске и Сремске жупаније. Највећи пораз нанео је турској војсци код Манђелоса. У то доба Сремских деспота долази са свих страна, а нарочито из Србије, много нових досељеника који чине брану Турској најезди у тврђави на ушћу Студве у Босут, и, како се претпоставља, у тврђави на окуци Босута код Шаркудина у атару Врањак.
Град на ушћу Студве у Босут, чији су остаци и до данас сачувани, затвара направили четвороугаоник како се види на старим картама, био је опкољен водом са свих страна с обзиром да је Студва каналом кроз Лучицу била везана са Босутом. Од 1451. године Моровић се налази у рукама деспота Ђурђа Бранковића.
Године 1484. Угарски краљ Матија Корвин борави неколико дана у Моровићу и над градом преузима власт, а тврђаву предаје у посед своме сину Ивану Корвину.Штит Славоније, како су неки тада називали Моровић, доживљава време свог највећег средњовековног сјаја. Тврђави Моровић у то време припада 69 насељених места у Срему и Славонији.
Слабљењем угарске власти Моровић прелази у руке деспота Стевана Штиљановића. Од 1508. до 1529. године овај деспот води огорчене битке са Турцима. "Смрт кривој сабљи", како су га називали, помиње се са страхопоштовањем и у редовима непријатеља.

### Под турском влашћу
1529. године Турци су срушили и последњи отпор и заузели Моровић као последње упориште у Срему. На челу турских одреда који су ушли у Моровић био је Ибрахим паша. Славни турски путописац Евлија Челебија пише да су Турци у Моровићу сместили сталну војничку посаду, али је у граду наставило да живи и хришћанско становништво. Он каже да је овај град по канону војводлук у Сремском санџаку. То је кадилук у рангу кадилука 150 акчи. Има много башти, у граду се налази заповедник тврђаве и 50 људи градске посаде. Изван тврђаве налази се 200 импозантних и одличних даском покривених кућа. Из градске тврђаве у ту варош се долази преко два дрвена моста, који се лако уклањају и исто тако постављају. До врха једног моста налази се само један хан. Сво становништво су бошњаци. Како немају чаршије и базара, одржава се недељни сајам.
Моровић је од Турака ослобођен 1688. године.

### Аустро-Угарска монархија
У аустроугарском рату против Турака, Рат свете лиге, крајем 17. века, водиле су се честе борбе око моровићке тврђаве. После потписивања мира у Сремским Карловцима 1699. године, Карловачки мир, Моровић је припао Аустрији и постао погранично место са капетанијом од 100 пешака, 100 граничара и 50 коњаника.
У попису из 1733. године посебно се издвајају град Моровић и село Моровић. О граду су изгубљени подаци, а за село се каже да има 23 дома и 103 становника. По подацима о визитацији из Моровића из 1754. године стоји да у Моровићу живи 145 католика, а број осталог становништва је непознат.
Важност Моровића и његов утицај под Аустро-Угарском влашћу све више слаби и до краја се потпуно губи. Живот под спахијском управом био је изузетно тежак. Сматра се да је у то време из Моровића отишао већи број становника.
Сачуван је споменик првом пароброду који је 1860. године упловио у Моровић.
Ради лакшег саобраћаја било је потребно направити мостове преко река Босута и Студве. Мостови челичне конструкције су изливени у Пешти и постављени у самом центру Моровића, на Босуту 1900, а на Студви 1902. године. Нешто раније постављен је челични мост преко Босута којим и данас пролази железничка пруга. У то време је мало обрадивог земљишта око Моровића, па се почиње са крчењем шума и стварањем пашњака на којима су целе године пасли коњи, говеда, свиње и овце.

### Између два светска рата
По избијању Првог светског рата, многи способни мушкарци су мобилисани у Аустро-Угарску војску. У ратним годинама у Моровићу цвета шверц свињама.
После смрти цара Фрање Јосипа 1916. и доласка на власт цара Карла осећа се нагло слабљење царевине, а војници масовно беже са својих дужности и ствара се тзв. „зелени кадар” који пљачка државну имовину и транспорт.
Дана 21. октобра 1918. године донета је резолуција о безусловном прикључењу Војводине Србији, а састанку су присуствовали и представници Срема.
Моровић између два рата припада срезу Шид и 1921. године има 2215 становника.
Основни извор егзистенције становништва је сточарство, најчешће номадско. У шумама се гаје свиње расе "црна мангулица".
Сезонским откупом и сечом шума нарочито су се бавила предузећа из Словеније, па је у Моровићу било и по 1000 и више радника из тих крајева.
Као и данас, и тада су шуме биле богате различитим врстама дивљачи, па је развијено ловство, а реке Босут и Студва, богате рибом, омогућавале су и развој риболова.
Најјача политичка странка пред Други светски рат је Радикална странка, а следе Хрватска сељачка странка, Социјалистичка странка и Демократска странка.

### Други светски рат
- 18. априла 1941. године усташе преузимају власт у Моровићу, а у наредним данима Немци, на предлог усташа, одводе из Моровића 123 лица у логоре и заробљеништво.
- У пролеће 1942. године ухапшено је и одведено у Јасеновац 153 лица.
- У августу 1942. године усташе одводе у јасеновачки логор још 48 лица.
- У јесен 1943. године ухапшено је и отерано у земунски логор или одмах стрељано у Моровићу још 39 људи.
- У септембру 1943. године, у великом пожару у Моровићу је изгорело скоро пола села. У новембру исте године поново су га палиле усташе.
- Марта 1944. године, у тзв. "фесарошкој офанзиви" запаљено је и изгорело све што је до тада остало. 13. СС "Ханџар дивизија” је клала и убијала мештане Моровића. Становници беже у шуме.

Током рата, партизанским јединицама се придружило 69 становника Моровића.
Дана 4. августа 1943. године један батаљон II Сремског босутског одреда напада непријатељска упоришта у Моровићу и 5. августа ослобађа село. Усташе беже, пали се усташка архива. Већ следећег дана партизани и народ се повлаче из села пред новим налетом усташа. У тврђави се ствара јак усташки чвор који жели вратити контролу над подручјем. У Моровићу се формира IV Војвођанска народноослободилачка бригада. Врховни штаб Војводине доноси одлуку о ликвидирању усташког упоришта у Моровићу. Огорчене борбе почињу 4. фебруара 1944. године и трају два дана, после којих је Моровић ослобођен. Моровић постаје стално средиште IV и II Сремског одреда. Оснива се партизанска болница, радионице, ту је смештена Трећа позадинска команда војног подручја за Вуковар, Винковце и Жупању.
За време пробоја Сремског фронта, у Моровићу су смештене болнице и остале позадинске јединице, а многи борци из целе Југославије сахрањени су у заједничкој гробници на сеоском гробљу. За време рата сва три моста у Моровићу била су онеспособљена-порушена.

### Моровић после рата
У послератној обнови, у Моровићу је требало сваку стамбену зграду обновити или саградити нову. Тада је изграђен нови Дом културе, нова школа, више једноспратних и двоспратних стамбених зграда. Извршена је електрификација места. Изграђен је водовод. Све улице су асфалтиране. Направљена је аутоматска електронска централа. Саграђена је нова самоуслуга и нова амбуланта. А све то углавном из самодоприноса уз помоћ друштвених предузећа у месту.
После ослобођења, у Моровићу се оснивају многа друштвена предузећа везана за пољопривреду, ловство, шумарство, у којима је 1970-их година запослено преко 700 становника, односно сво радно способно одрасло становништво.
Овде се налази Војна установа Моровић.

## Римокатоличка црква Свете Марије
Римокатоличко светиште саграђено је током 13. века налази се на самом улазу у Моровић. Представља једну од најстаријих сакралних грађевина у Срему. На њој се јасно могу уочити две градитељске фазе које су стилски везане за романско, односно готско архитектонско наслеђе. Црква је у неколико наврата поправљана (највећи радови су изведени током 18. века, након турског уништавања), тако да су данас њени најстарији делови светилиште са полукружном апсидом и романски обрађени прозорски оквири. На све то на западној страни се надовезује наос (нешто виши и шири) чији су прозори завршени готски преломљеним луцима, а надвишени окулусима са каменим четворолисним розетама. Уз западно прочеље је кула квадратне основе која изнад другог нивоа прелази у осмострану.
Осим ње овде се налази и Римокатоличка црква Светог Рока.

## Православна црква Свете Богородице
Првобитна православна црква посвећена Рождеству Богородице настала је почетком 18. века и визитација из 1729. године је спомиње као већ постојећу и саграђену у оквиру тврђаве. Током 1766. године за цркву је осликан иконостас. Сматра се да га је осликао руски уметник Василије Романовић.
Нова црква, такође посвећена Рождеству Богородице, саграђена је 1846. године.

## Тврђава
Тврђава је саграђена половином 12. века и за њу се сматра да је мађарски град из 1154. године који је био својина и деспота Ђурђа. Пред утврђењем су се налазила два канала на којима су били мостови, а сама тврђава је имала две куле. Утврђење је изграђено од опеке са зидовима дебљине 2 метра. До сада на овој тврђави нису вршена археолошка истраживања, али се зна да испод њених темеља леже темељи старијих зидина, а можда чак и нешто више. Легенде о тајним ходницима који иду на разне стране (па чак и испод Босута) не морају бити тек приче јер и друге тврђаве имају такве канале. Некадашња тврђава је била неупоредиво већа од данашње.

## Демографија
У насељу Моровић живи 1.564 пунолетних становника, а просечна старост становништва износи 41,3 година (40,1 код мушкараца и 42,5 код жена). У насељу има 722 домаћинства, а просечан број чланова по домаћинству је 2,46.
Ово насеље је углавном насељено Србима (према попису из 2002. године).
|  |

| Демографија | Демографија | Демографија |
| Година      | Становника  | Становника  |
| ----------- | ----------- | ----------- |
| 1948.       | 1.503       |             |
| 1953.       | 1.876       |             |
| 1961.       | 2.110       |             |
| 1971.       | 2.292       |             |
| 1981.       | 2.196       |             |
| 1991.       | 2.105       | 2.055       |
| 2002.       | 2.164       | 2.272       |

| Етнички састав према попису из 2002.‍ | Етнички састав према попису из 2002.‍ | Етнички састав према попису из 2002.‍ | Етнички састав према попису из 2002.‍ | Етнички састав према попису из 2002.‍ |
| ------------------------------------ | ------------------------------------ | ------------------------------------ | ------------------------------------ | ------------------------------------ |
|                                      |                                      |                                      |                                      |                                      |
| Срби                                 | Срби                                 |                                      | 1.889                                | 87,29%                               |
| Хрвати                               | Хрвати                               |                                      | 173                                  | 7,99%                                |
| Словаци                              | Словаци                              |                                      | 8                                    | 0,36%                                |
| Русини                               | Русини                               |                                      | 6                                    | 0,27%                                |
| Мађари                               | Мађари                               |                                      | 5                                    | 0,23%                                |
| Југословени                          | Југословени                          |                                      | 4                                    | 0,18%                                |
| Роми                                 | Роми                                 |                                      | 2                                    | 0,09%                                |
| Чеси                                 | Чеси                                 |                                      | 1                                    | 0,04%                                |
| Црногорци                            | Црногорци                            |                                      | 1                                    | 0,04%                                |
| непознато                            | непознато                            |                                      | 67                                   | 3,09%                                |

| Година пописа     | 1948. | 1953. | 1961. | 1971. | 1981. | 1991. | 2002. |
| ----------------- | ----- | ----- | ----- | ----- | ----- | ----- | ----- |
| Број домаћинстава | 463   | 534   | 603   | 665   | 753   | 681   | 722   |

| Број чланова      | 1   | 2   | 3   | 4   | 5  | 6  | 7 | 8 | 9 | 10 и више | Просек |
| ----------------- | --- | --- | --- | --- | -- | -- | - | - | - | --------- | ------ |
| Број домаћинстава | 139 | 182 | 138 | 143 | 74 | 31 | 9 | 4 | 1 | 1         | 2,99   |

| Пол    | Укупно | Неожењен/Неудата | Ожењен/Удата | Удовац/Удовица | Разведен/Разведена | Непознато |
| ------ | ------ | ---------------- | ------------ | -------------- | ------------------ | --------- |
| Мушки  | 878    | 238              | 564          | 43             | 31                 | 2         |
| Женски | 928    | 147              | 565          | 190            | 22                 | 4         |
| УКУПНО | 1.806  | 385              | 1.129        | 233            | 53                 | 6         |

| Пол    | Укупно                    | Пољопривреда, лов и шумарство | Рибарство                            | Вађење руде и камена | Прерађивачка индустрија       |
| ------ | ------------------------- | ----------------------------- | ------------------------------------ | -------------------- | ----------------------------- |
| Мушки  | 425                       | 243                           | 1                                    | 0                    | 65                            |
| Женски | 197                       | 83                            | 0                                    | 0                    | 12                            |
| УКУПНО | 622                       | 326                           | 1                                    | 0                    | 77                            |
| Пол    | Производња и снабдевање   | Грађевинарство                | Трговина                             | Хотели и ресторани   | Саобраћај, складиштење и везе |
| Мушки  | 3                         | 11                            | 13                                   | 8                    | 18                            |
| Женски | 0                         | 0                             | 31                                   | 11                   | 5                             |
| УКУПНО | 3                         | 11                            | 44                                   | 19                   | 23                            |
| Пол    | Финансијско посредовање   | Некретнине                    | Државна управа и одбрана             | Образовање           | Здравствени и социјални рад   |
| Мушки  | 3                         | 0                             | 11                                   | 7                    | 3                             |
| Женски | 3                         | 5                             | 6                                    | 14                   | 11                            |
| УКУПНО | 6                         | 5                             | 17                                   | 21                   | 14                            |
| Пол    | Остале услужне активности | Приватна домаћинства          | Екстериторијалне организације и тела | Непознато            | Непознато                     |
| Мушки  | 2                         | 0                             | 0                                    | 37                   | 37                            |
| Женски | 3                         | 0                             | 0                                    | 13                   | 13                            |
| УКУПНО | 5                         | 0                             | 0                                    | 50                   | 50                            |